# Mário (Chipre)

Mapa das principais cidades-estado de Chipre

Mário (em grego clássico: Marion; em latim: Marium) foi uma antiga cidade-estado de Chipre.
Como Núria,[carece de fontes?] governada por Bususu, a cidade aparece na lista das dez cidades-reino de Chipre, enumeradas pelo rei assírio Assaradão (680 - 669 a.C.).
Em 450 a.C., durante as guerras entre Atenas e os persas, Címon conquistou, após um cerco, Cítio e Mário, tratando os conquistados de forma humana.
Durante as Guerras dos Diádocos, enquanto Nicocreonte, o mais poderoso dos tiranos de Chipre, se aliou a Ptolemeu, os reis de Cítio, Lápito, Mário e Cireneia se aliaram a Antígono Monoftalmo. Após haver sufocado uma rebelião na Cirenaica, Ptolemeu invadiu Chipre; Pigmalião, que estava negociando com Antígono, foi morto, Práxipo, rei de Lápito e Cireneia, foi preso, assim como Estasíeco, rei de Mário. Em 312 a.C., Nicocreonte  destruiu a cidade de Mário, e seus habitantes foram levados a Pafos. Ptolemeu apontou Nicocreonte como general de Chipre.
Em 270 a.C., Ptolemeu Filadelfo fundou, no local de Mário, uma cidade que recebeu o nome de sua esposa-irmã, Arsínoe.